# PeerGuardian

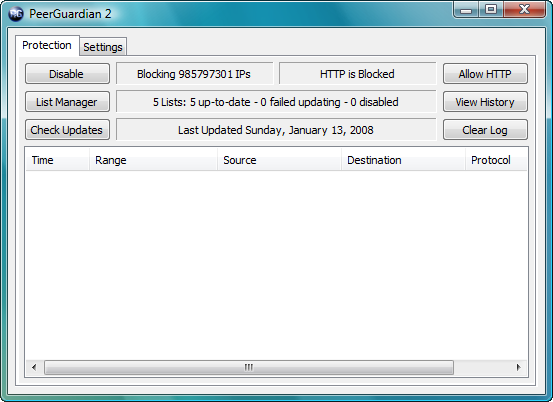
Captură de ecran

PeerGuardian este un program gratuit și open source dezvoltat de Phoenix Labs.  Acesta este capabil să blocheze conexiunile dinspre și înspre IP-urile aflate pe liste negre. Sistemul este, de asemenea, capabil să blocheze IP-uri particularizate, în funcție de preferințele utilizatorului. 
Versiunea pentru Windows a acestui program a fost întreruptă în favoarea altor aplicații (dezvoltatorul Phoenix Labs încurajează utilizatorii de PeerGuardian să migreze la PeerBlock care se bazează pe PeerGuardian 2).

## Istoria
Dezvoltarea programului PeerGuardian a început la sfârșitul anului 2002, condusă de programatorul Tim Leonard. Prima versiune publică a fost lansată în 2003, moment în care industria muzicală începuse deja să dea în judecată utilizatorii individuali care partajau fișiere.